# Giurtelecu Hododului
Giurtelecu Hododului – wieś w Rumunii, w okręgu Satu Mare, w gminie Hodod. W 2011 roku liczyła 711 mieszkańców. 